# Варни (слов'янське плем'я)

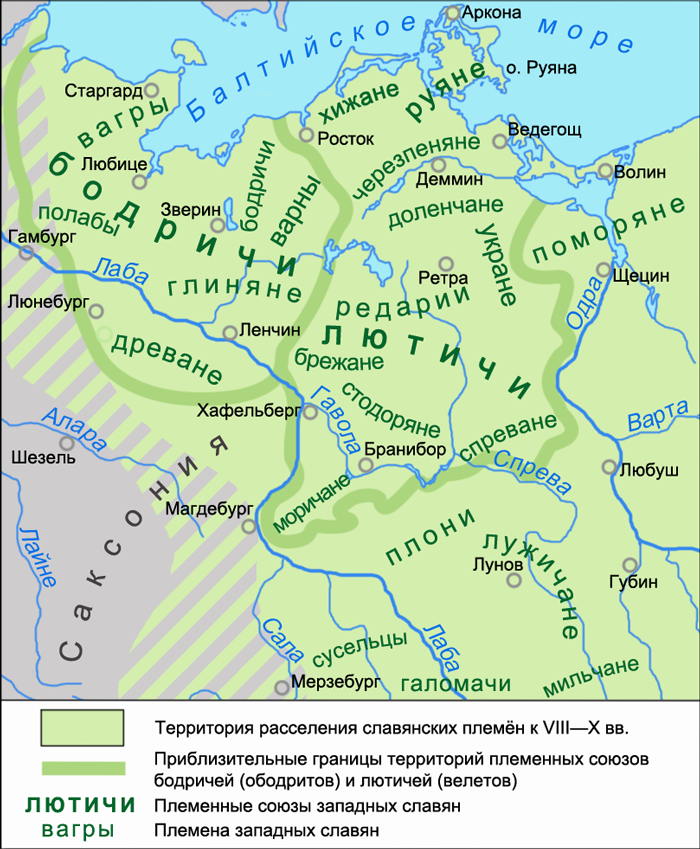
Плем'я варни на карті

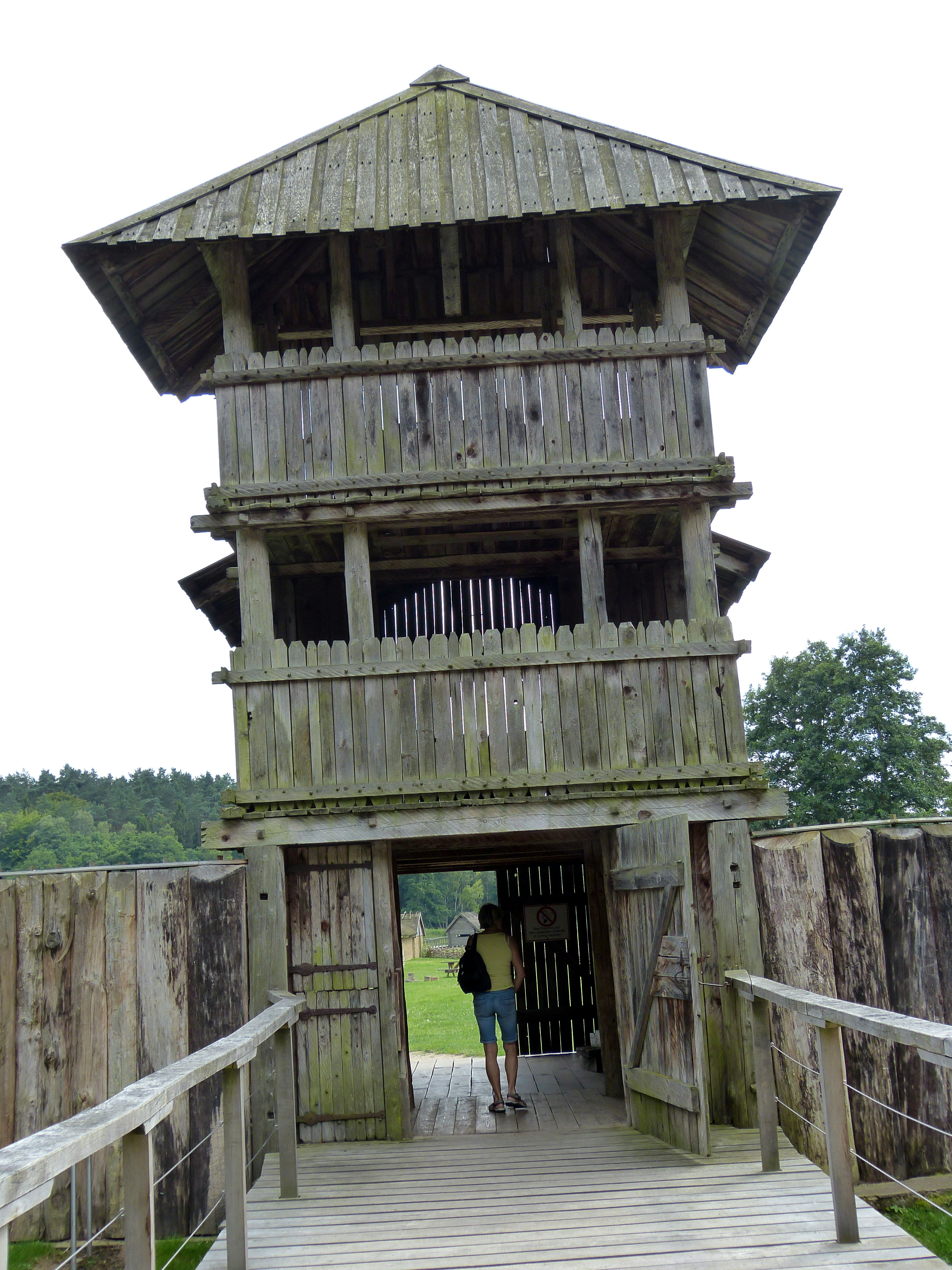
Музей під відритим небом племені варни в Гросс Раден

Варни (пол. Warnowie) — слов'янське полабське плем'я, що займало землі вздовж верхньої течії річки Варнави і входило до Ободрицького міжплемінного об'єднання слов'ян. Біля міста Фрідріхсруе збереглася старовинна фортеця варнів. Одним з культових центрів було місто Варнов, зараз це Варнемюнде, район Ростока. Столицею племені варнів було місто Росток.